# القفیل
القفیل (به عربی: القفیل) یک منطقهٔ مسکونی در عربستان سعودی است که در استان عسیر واقع شده‌است. القفیل ۵٬۰۰۰ نفر جمعیت دارد و ۳۹۰ متر بالاتر از سطح دریا واقع شده‌است.